# Мисливці на мамонтів
Мисливці на мамонтів (англ. The Mammoth Hunters) — епічний історично-фантастичний роман американської письменниці Джін Мері Ауел, що вийшов у 1985 році. Продовження роману «Долини коней» і третя книга в серії «Діти Землі».

## Стислий сюжет
Книга продовжує оповідь роману «Долина коней»; Ейла і Джондалар зустрічаються з групою людей, відомою як Мамутої, або «Мисливці на мамонтів» на мамонтів, з якими вони живуть певний час. Як випливає з назви племені, його члени використовують мамонта не лише як їжу, але й як будівельні матеріали та ряд інших предметів, а також як духовний символ їх релігійного життя. Головні герої влаштовують свій будинок у таборі Левів, отному з таборів, мисливців на мамонтів, ряд членів якого є шанованими особистостями племені Мамутоїв. Наймудрішим серед них є Старий Мамут, їхній старший шаман і лідер усіх духовних служителів мамутоїв, який стає наставником і колегою Ейли у візіонарній та езотеричній сферах думки. Спостерігаючи спорідненість Ейли з конями та вовками, Мамут починає навчати та вводити її в ряди мамутів (містиків).
Мамут також один із перших, хто дізнався про унікальне виховання Ейли. Багато років тому, перебуваючи в «Подорожі», обряді переходу в доросле життя, яку виконують усі юнаки, він зламав руку, і її зцілила жінка-лікарка клану неандертальців Ейла (бабуся названої матері Ейли Ізи). Ця історія посилається на «Клан печерного ведмедя», оскільки неандертальці оцінюють поведінку Ейли з точки зору того, що вони знають про «Інших» (кроманьйонців). Мамут під час перебування вивчив деякі мовні жести клану і зрозумів той факт, що члени клану є людьми, які кардинально відрізняються від тварин, на відміну від думки про них більшості людей його племені.
Також у таборі Левів знаходиться шестирічний хлопчик на ім'я Ридаг, який, як і син Ейли Дурк, є наполовину неандертальцем, а наполовину кроманьйонцем. Його усиновив товариш вождя племені Незі, після того як його мати померла під час пологів. Він не може говорити, маючи ті ж голосові обмеження, що і у членів Клану, але він також має їхню родову пам'ять предків. Ейла швидко це виявляє і навчає його, а решту членів табору Лева — мови жестів клану. Ридаг — хвора дитина, яка має серцеву ваду, що обмежує його навіть в іграх з іншими дітьми табору. Багато Мамутоїв вважають його твариною, але Ейла та табір Левів так не думають і є запорукою його захисту. Розум, зрілість та кмітливість Ридага справляють на Джондалара дуже позитивний вплив, і допомагає йому долати свої культурні забобони щодо представників клану та напів-кланових людей.
Більше, ніж будь-яка інша книга із серії «Діти Землі», роман «Мисливці на мамонтів» використовує напругу, яка виникає в стосунках між персонажами, для створення сюжетної лінії. Ейла не схильна до обману чи нещирості; бо її виховали серед чесних людей, які завдяки своїй мові жестів та тіла нездатні до обману. Тому вона не знає, що коли чоловік просить її «поділитися задоволеннями» з ним, у неї є можливість відмовитись від цього; бо жінки Клану, за своїм статусом, цього не могли робити. Таким чином, у її стосунках із членами мамутоїв, а також з Джондаларом, який є впертим і пристрасним, виникає ряд розбіжностей у спілкуванні. Дондалар, Зеландоні, є іноземцем серед мамутоїв, а прийняття Ейли в суспільство мвмутоїв, змушує його почуватися відокремленою від неї. Основний конфлікт — це любовний трикутник між Джондаларом, Ейлою та членом табору Лева Ранеком. Ейла симпатизує йому, кілька разів ділиться з ним «задоволеннями» і близька до того, щоб одружитися з ним, але кілька останніх розкриттів в останній момент знову з'єднали колишню пару. Деякі шанувальники критикують авторку Д. Ауел за те, що книга вийшла дещо мильною оперою порівняно з іншими її творами. Автор також використовує таку саму техніку (довгі мінімально точні описові уривки) для загальної сексуальної активності, яку вона використовує і для технології виготовлення знарядь праці (наприклад: стругання кременю). Наприкінці роману Ейла та Джондалар вирушають в багаторічну подорож назад до людей Джондалара — в Зеландонію, мандрівку, детально описану в романі «Шлях через рівнину» та продовжену в книзі «Під захистом каменю».

## Персонажі

### Табір Левів
| - Вогнище Лева - Талут (вождь) - Незі - Дунай - Леті - Ружі - Ридаг (напів-клановий) - Вогнище Мамонта - Мамут (шаман) - Ейла - Джондалар | - Вогнище Оленя - Манув - Троні - Торнек - Нуві - Гартал - Вогнище Журавля - Крозі - Фралі - Фребек - Крисавець - Ташер - Бекті | - Вогнище Зубра - Тулі (голова) - Баржек - Дігі - Друвез - Брінан - Тусі - Тарнег - Вогнище Лиса - Вимез - Ранек |